# Aspartilglucosaminidasi
L'aspartilglucosaminidasi (AGA, numero EC 3.5.1.26) è un enzima essenziale nella degradazione delle glicoproteine legate all'asparagina.

## Caratteristiche strutturali e fisiche

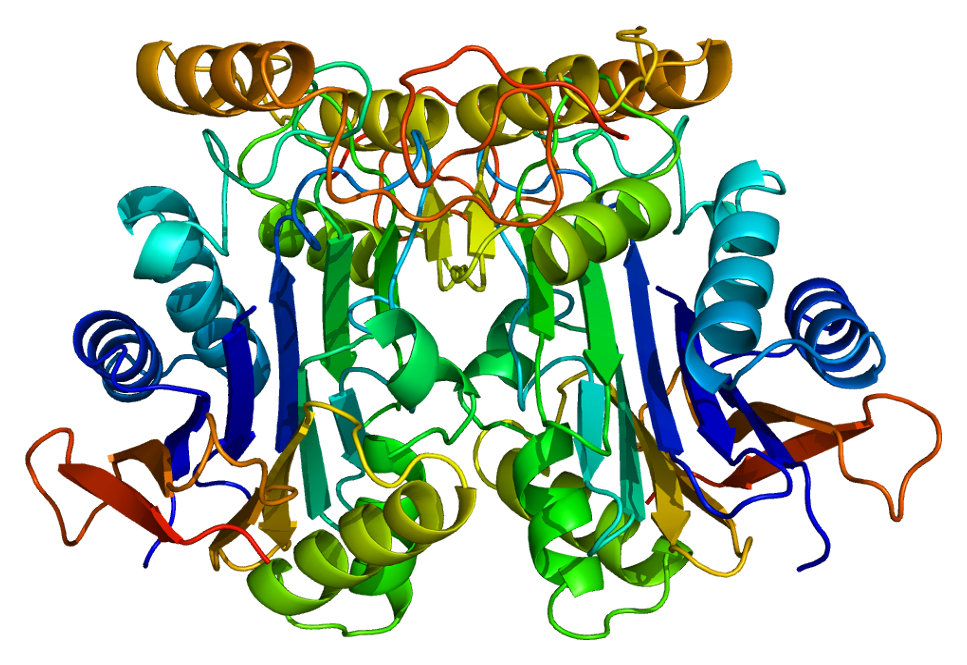
Struttura AGA

L'AGA è tradotta in un polipeptide contenente 346 amminoacidi e due potenziali siti di glicosilazione. La denaturazione dell'AGA produce frammenti di 24 - 25 kDa e 17- 18 kDa. L'eterogeneità della massa dei vari frammenti è legata all'eterogeneità degli oligosaccaridi legati.
L'AGA è sintetizzata come una molecola precursore a catena singola che subito dopo la sintesi nel reticolo endoplasmatico omodimerizza e viene trasformata in due subunità pro-α e β. Questa scissione autocatalitica avviene tra i residui Asp205 e Thr206 ed è un prerequisito per l'attività dell'enzima. Dopo il trasporto nei lisosomi, entrambe le subunità sono tagliate nel dominio C-terminale. La forma finale attivata di aspartilglucosaminidasi è un eterotetramero di due subunità α e due β o β '(α2β2).
Data la sua natura, l’enzima può essere classificato come appartenente alla famiglia delle idrolasi nucleofile N-terminali, utilizzando un residuo N-terminale elaborato di treonina (Thr), serina (Ser) o cisteina (Cys) sia come base polarizzante sia come nucleofilo.

## Biochimica
Si tratta di un'amidasi lisosomiale che idrolizza il legame ammidico tra l'asparagina e l'N-acetilglucosamina nelle glicoproteine. Affinché l'enzima svolga la propria attività i gruppi liberi α-ammino e β-carbossi del residuo di asparagina e il fucosio legato in posizione 6 nell'N-acetilglucosamina vengano rimossi prima clivaggio. La scissione del legame porta alla formazione di glicani N-linked liberi e acido aspartico.

### Genetica
Il gene codificante per l'AGA nell'uomo e localizzato sul cromosoma 4.

### Patologie
Le mutazioni nel gene codificante l'aspartilglucosaminidasi provocano aspartilglucosaminuria, una malattia da accumulo lisosomiale caratterizzata da perdita progressiva di capacità intellettive e alcune anomalie scheletriche.